# Memecylon sessilicarpum
Memecylon sessilicarpum là một loài thực vật thuộc họ Melastomataceae. Đây là loài đặc hữu của Mozambique.